# Iberanillus
Iberanillus is een geslacht van kevers uit de familie van de loopkevers (Carabidae). De wetenschappelijke naam van het geslacht is voor het eerst geldig gepubliceerd in 1971 door Espanol.

## Soorten
Het geslacht Iberanillus is monotypisch en omvat slechts de volgende soort:
- Iberanillus vinyasi Espanol, 1971